# Мусаев, Данат Умирбаевич
Данат Умирбаевич Мусаев (каз. Данат Өмірбайұлы Мұсаев; род. 12 ноября 1979, Алма-Ата, Казахская ССР, СССР) — казахстанский дипломат. Чрезвычайный и Полномочный Посол Республики Казахстан в Испании (с 11 января 2023 года).

## Биография
2000 г. — специалист управления консульской службы Министерства иностранных дел Казахстана (МИД РК).
2004 г. — третий секретарь департамента Европы и Америки МИД РК.
2004—2006 гг. — третий секретарь посольства Казахстана в Индии.
2006—2009 гг. — третий, второй секретарь посольства Казахстана в Испании.
2009—2011 гг. — первый секретарь департамента Европы МИД РК.
2011—2012 гг. — советник заместителя председателя правления АО «Фонд национального благосостояния „Самрук-Казына“».
2012—2014 гг. — директор департамента внешних связей и развития бизнеса Торгово-промышленной палаты Республики Казахстан.
2014—2015 гг. — советник посольства Казахстана в Испании.
2015—2019 гг. — руководитель консульства Казахстана в городе Барселоне.
2019—2020 гг. — руководитель управления европейских стран СНГ департамента СНГ МИД РК.
2020—2023 гг. — заместитель заведующего отделом внешней политики и международных связей Администрации Президента Республики Казахстан.
С 11 января 2023 года — Чрезвычайный и Полномочный Посол Республики Казахстан в Королевстве Испания. С 14 августа 2023 года — Чрезвычайный и Полномочный Посол Республики Казахстан в Княжестве Андорра, Постоянный представитель Республики Казахстан при Всемирной туристской организации ООН по совместительству.